# 畑宿
畑宿（はたじゅく）は、神奈川県足柄下郡箱根町の大字。伝統工芸・箱根寄木細工発祥の町として知られる。

## 地理
箱根町の南部に位置する。箱根町須雲川・湯本・小涌谷・芦之湯・元箱根・箱根、湯河原町吉浜・鍛冶屋と隣接する。
地内中央部を早川支流の須雲川が流れ、それに沿うように旧東海道の県道732号線と無料開放された箱根新道が走る。南側は箱根山古期外輪山の山稜で、白銀山や塚原山などの峰々が連なる。北側には新期外輪山や中央火口丘の山がそびえ、中腹には箱根町最大級の滝である飛龍ノ滝がかかる。

### 山
- 箱根山中央火口丘
  - 下二子山
- 新期外輪山
  - 文庫山
- 古期外輪山
  - 白銀山
  - 弁天山
  - 塚原山

### 河川
- 須雲川

### 滝
- 飛龍ノ滝
- 朝日滝

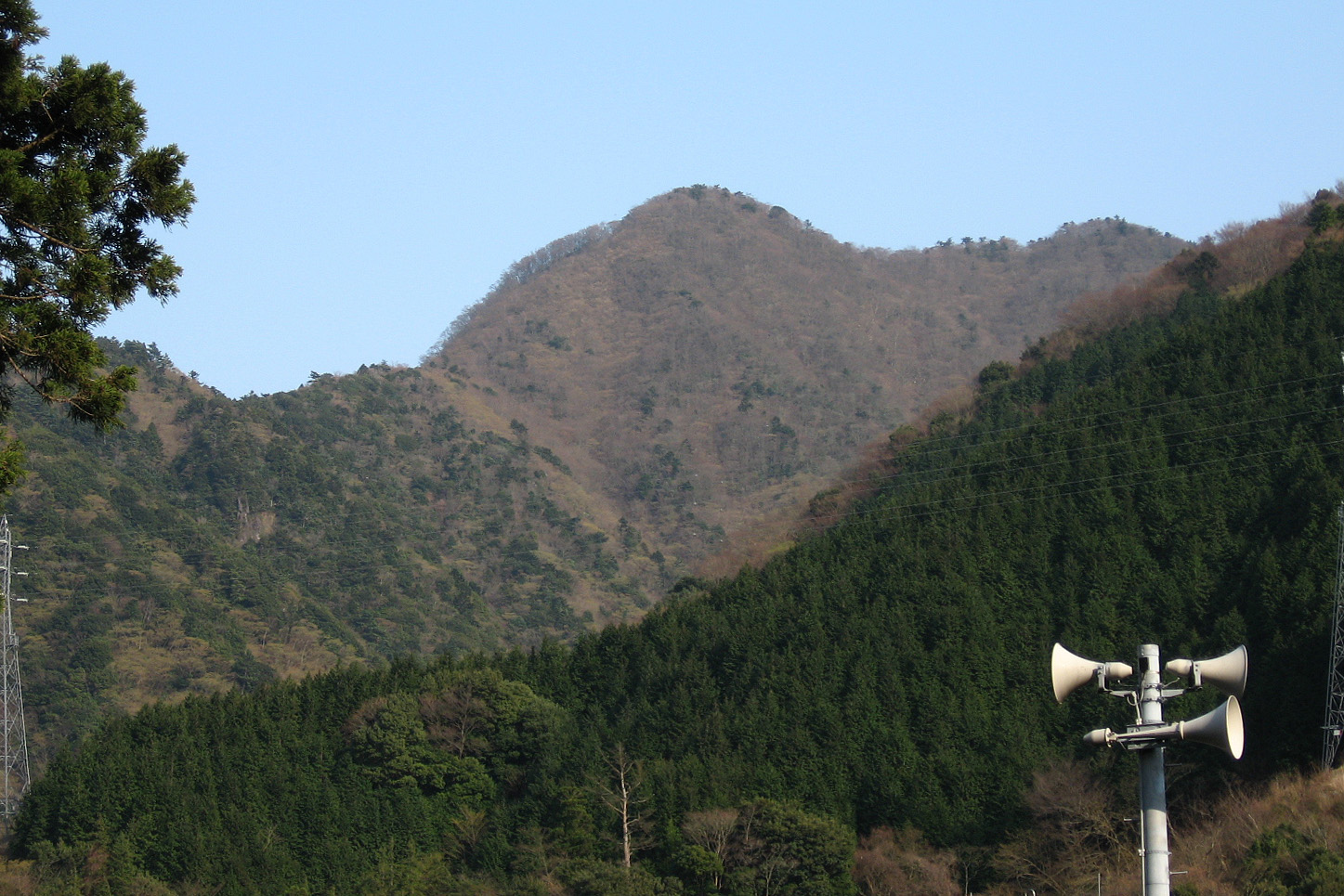
白銀山
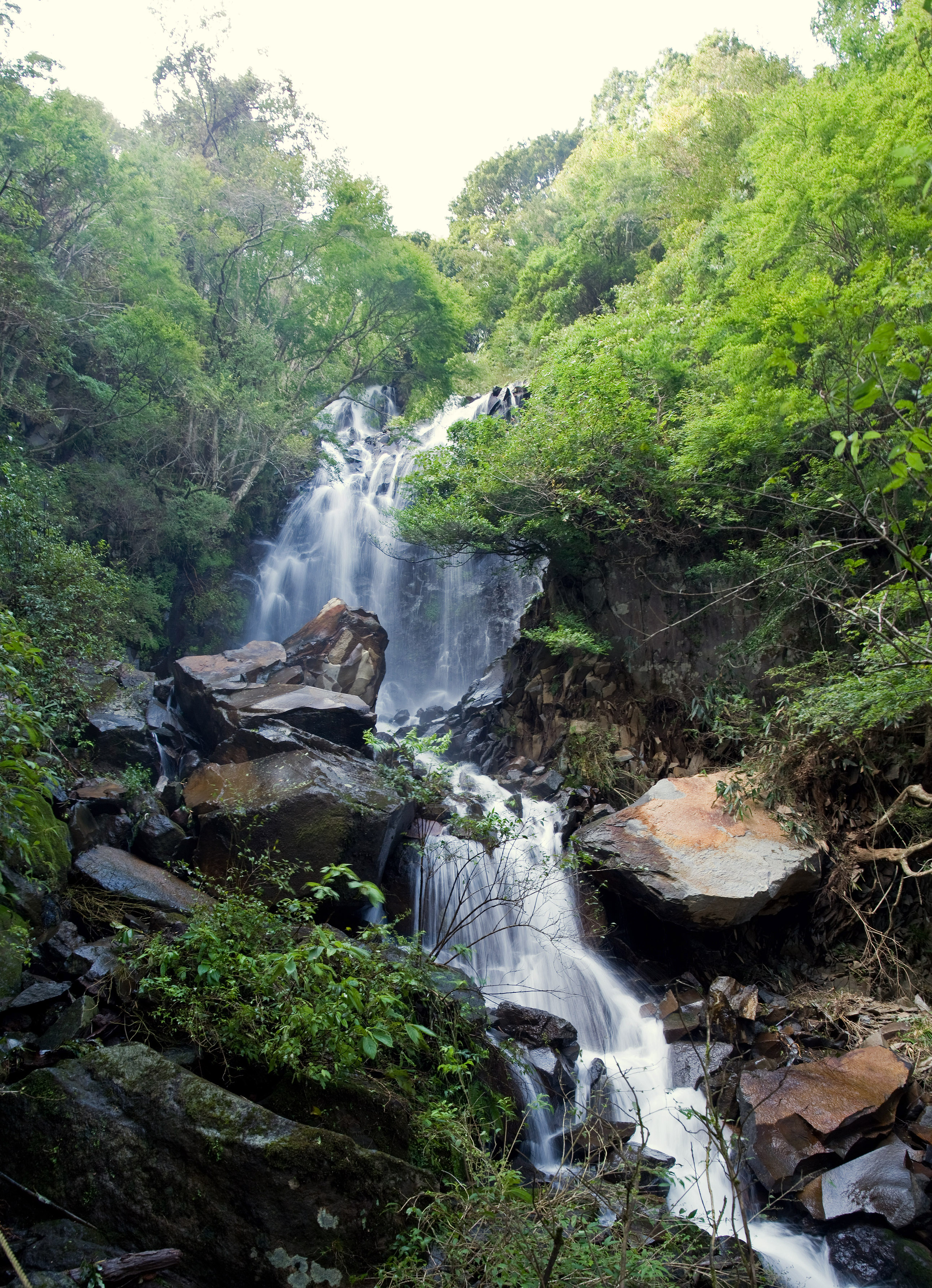
飛龍ノ滝

## 歴史
旧東海道一里塚が残る。

## 世帯数と人口
2020年（令和2年）10月1日現在（国勢調査）の世帯数と人口（総務省調べ）は以下の通りである。
| 大字 | 世帯数 | 人口 |
| ---- | ------ | ---- |
| 畑宿 | 38世帯 | 81人 |

### 人口の変遷
国勢調査による人口の推移。
| 年                 | 人口 |
| ------------------ | ---- |
| 1995年（平成7年）  | 185  |
| 2000年（平成12年） | 161  |
| 2005年（平成17年） | 131  |
| 2010年（平成22年） | 102  |
| 2015年（平成27年） | 101  |
| 2020年（令和2年）  | 81   |

### 世帯数の変遷
国勢調査による世帯数の推移。
| 年                 | 世帯数 |
| ------------------ | ------ |
| 1995年（平成7年）  | 49     |
| 2000年（平成12年） | 51     |
| 2005年（平成17年） | 44     |
| 2010年（平成22年） | 41     |
| 2015年（平成27年） | 41     |
| 2020年（令和2年）  | 38     |

## 事業所
2021年（令和3年）現在の経済センサス調査による事業所数と従業員数は以下の通りである。
| 大字 | 事業所数 | 従業員数 |
| ---- | -------- | -------- |
| 畑宿 | 15事業所 | 88人     |

### 事業者数の変遷
経済センサスによる事業所数の推移。
| 年                 | 事業者数 |
| ------------------ | -------- |
| 2016年（平成28年） | 19       |
| 2021年（令和3年）  | 15       |

### 従業員数の変遷
経済センサスによる従業員数の推移。
| 年                 | 従業員数 |
| ------------------ | -------- |
| 2016年（平成28年） | 87       |
| 2021年（令和3年）  | 88       |

## 交通

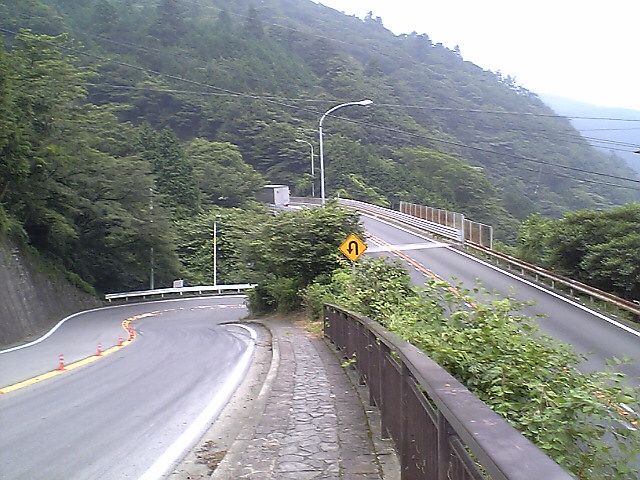
県道732号の七曲がり（左）と箱根新道（右）

### 鉄道
地内を鉄道は通っていない。

### バス
- 箱根登山バス

### 道路
- 箱根新道
- 神奈川県道732号湯本元箱根線（旧東海道）

## 施設等
- 畑宿発電所
- 畑宿寄木会館
- 甘酒茶屋
- 箱根旧街道資料館
- 守源寺
- 駒形神社

## その他

### 日本郵便
- 郵便番号 : 250-0314[3]（集配局 : 小田原郵便局[14]）。